# La Grand-Croix
La Grand-Croix es una comuna francesa del departamento del Loira en la región Ródano-Alpes, en el centro de Francia.

## Historia
La Grand-Croix fue fundada en mayo de 1860, sobre los territorios tomados de Cellieu y Saint-Paul-en-Jarez.
Este último ya había visto la disgregación de su territorio por la creación de la ciudad de Lorette en abril de 1847.
La Grand-Croix es el nombre de una cruz cuyos restos se han instalado cerca del nuevo Hôtel de Ville. Existían varias minas, incluidas las operadas por la compañía de minas de la Péronnière, ahora desaparecidas.

## Demografía
| 5040 | 5238 | 5088 | 5125 | 4983 | 4962 |
| Para los censos de 1962 a 1999 la población legal corresponde a la población sin duplicidades (Fuente: INSEE [Consultar]) |      |      |      |      |      |

## Ciudades hermanadas
Desde el año 1993, está hermanada con el municipio de Santa Cruz de la Zarza (Toledo, España).